# باشگاه فوتبال پیکان تهران در فصل ۹۹–۱۳۹۸
باشگاه فوتبال پیکان تهران در فصل ۹۹–۱۳۹۸، در نوزدهمین دورهٔ رقابت‌های لیگ برتر فوتبال ایران حضور داشت. این پانزدهمین حضور پیکان در این رقابت‌ها است. همچنین این مسابقات سی و چهارمین دورهٔ از بالاترین دسته لیگ در فوتبال ایران داشت. این تیم همچنین در این فصل در سی و سومین دورهٔ جام حذفی فوتبال ایران حضور داشت.

## بازیکنان

### ترکیب تیم در لیگ برتر
| شماره |           | پست       | بازیکن             |
| ----- | --------- | --------- | ------------------ |
| ۱     | ایران     | دروازه‌بان | وحید شیخ‌ویسی       |
| ۳     | ایران     | مدافع     | احسان جودکی        |
| ۴     | ایران     | مدافع     | میلاد شیخ سلیمانی  |
| ۶     | ایران     | هافبک     | ماهان رحمانی       |
| ۷     | ایران     | مهاجم     | ابراهیم صالحی      |
| ۸     | ایران     | هافبک     | حسین پورامینی      |
| ۹     | ایران     | مهاجم     | فراز امام‌علی       |
| ۱۰    | ایران     | هافبک     | سعید واسعی         |
| ۱۳    | ایران     | مدافع     | آرش قادری          |
| ۱۵    | مونته‌نگرو | مدافع     | مارکو ووکچویچ      |
| ۱۷    | ایران     | هافبک     | جلال‌الدین علی‌محمدی |
| ۲۰    | ایران     | مدافع     | حجت حق‌وردی         |
| ۲۳    | ایران     | مهاجم     | امیرحسین نائیج     |

| شماره |       | پست       | بازیکن         |
| ----- | ----- | --------- | -------------- |
| ۲۷    | ایران | دروازه‌بان | مهدی امینی     |
| ۲۸    | ایران | هافبک     | میلاد پورصف‌شکن |
| ۳۳    | ایران | مدافع     | محمد ستاری     |
| ۴۰    | ایران | مدافع     | علی حمودی      |
| ۴۴    | ایران | دروازه‌بان | علیرضا رضایی   |
| ۷۰    | ایران | هافبک     | شهریار مغانلو  |
| ۷۷    | ایران | هافبک     | محمد خدابنده‌لو |
| ۸۰    | ایران | مهاجم     | علیرضا کوشکی   |
| ۹۳    | ایران | مدافع     | نادر محمدی     |
| ۹۹    | ایران | مهاجم     | امیرحسین کریمی |
|       | ایران | مهاجم     | جابر انصاری    |
|       | ایران | مدافع     | سعید قائدی‌فر   |

## گلزنان
| بازیکن        | لیگ برتر | جام حذفی | مجموع |
| ------------- | -------- | -------- | ----- |
| شهریار مغانلو | ۲        | ۰        | ۲     |
| سعید واسعی    | ۱        | ۰        | ۱     |

## رقابت‌ها

### بررسی مسابقات
| رقابت    | اولین بازی    | آخرین بازی | شروع دور   | آمار | آمار | آمار | آمار | آمار | آمار | آمار | آمار   |
| رقابت    | اولین بازی    | آخرین بازی | شروع دور   | بازی | ب    | ت    | ش    | گ‌ز   | گ‌خ   | ت‌گ   | % برد  |
| -------- | ------------- | ---------- | ---------- | ---- | ---- | ---- | ---- | ---- | ---- | ---- | ------ |
| لیگ برتر | ۱ شهریور ۱۳۹۸ | نامشخص     | هفته اول   | ۲    | ۰    | ۰    | ۲    | ۳    | ۶    | ۳−   | ۰۰۰٫۰۰ |
| جام حذفی | نامشخص        | نامشخص     | ۱/۳۲ نهایی | ۰    | ۰    | ۰    | ۰    | ۰    | ۰    | ۰+   | —      |
| مجموع    | مجموع         | مجموع      | مجموع      | ۲    | ۰    | ۰    | ۲    | ۳    | ۶    | ۳−   | ۰۰۰٫۰۰ |

آخرین به‌روزرسانی در: ۱ ژوئیه ۲۰۱۹.

منبع: رقابت‌ها

### لیگ برتر

#### جایگاه در جدول
| رتبه | تیم       | بازی | برد | مساوی | باخت | گل زده | گل خورده | گل تفاضل | امتیاز | صعود یا سقوط                  |
| ---- | --------- | ---- | --- | ----- | ---- | ------ | -------- | -------- | ------ | ----------------------------- |
| ۱۱   | ماشین‌سازی | ۳۰   | ۸   | ۷     | ۱۵   | ۲۸     | ۴۰       | ۱۲−      | ۳۱     |                               |
| ۱۲   | ذوب‌آهن    | ۳۰   | ۷   | ۹     | ۱۴   | ۳۱     | ۳۹       | ۸−       | ۳۰     |                               |
| ۱۳   | پیکان     | ۳۰   | ۶   | ۱۱    | ۱۳   | ۳۸     | ۴۴       | ۶−       | ۲۹     |                               |
| ۱۴   | سایپا     | ۳۰   | ۵   | ۱۴    | ۱۱   | ۲۴     | ۳۵       | ۱۱−      | ۲۹     |                               |
| ۱۵   | پارس جم   | ۳۰   | ۴   | ۱۵    | ۱۱   | ۲۰     | ۳۰       | ۱۰−      | ۲۷     | سقوط به لیگ آزادگان ۱۴۰۰–۱۳۹۹ |

#### دست‌آوردها در خانه و بیرون
| مجموع | مجموع  | مجموع | مجموع | مجموع | مجموع | مجموع | مجموع | خانه | خانه | خانه | خانه | خانه | خانه | مهمان | مهمان | مهمان | مهمان | مهمان | مهمان |
| بازی  | امتیاز | پ     | ت     | ش     | گ‌ز    | گ‌خ    | ت‌گ    | پ    | ت    | ش    | گ‌ز   | گ‌خ   | ت‌گ   | پ     | ت     | ش     | گ‌ز    | گ‌خ    | ت‌گ    |
| ----- | ------ | ----- | ----- | ----- | ----- | ----- | ----- | ---- | ---- | ---- | ---- | ---- | ---- | ----- | ----- | ----- | ----- | ----- | ----- |
| ۲     | ۰      | ۰     | ۰     | ۲     | ۳     | ۶     | −۳    | ۰    | ۰    | ۱    | ۰    | ۲    | −۲   | ۰     | ۰     | ۱     | ۳     | ۴     | −۱    |

آخرین بروزرسانی: ۴ ژوئن ۲۰۱۹

منبع: سازمان لیگ

پ = پیروزی؛ ت = تساوی؛ ش = شکست؛ گ‌ز = گل زده؛ گ‌خ = گل خورده؛ ت‌گ = تفاضل گل

#### نتایج در هر بازی
| هفته    | ۱  | ۲  | ۳ | ۴ | ۵ | ۶ | ۷ | ۸ | ۹ | ۱۰ | ۱۱ | ۱۲ | ۱۳ | ۱۴ | ۱۵ | ۱۶ | ۱۷ | ۱۸ | ۱۹ | ۲۰ | ۲۱ | ۲۲ | ۲۳ | ۲۴ | ۲۸ | ۲۷ | ۲۵ | ۲۶ | ۲۹ | ۳۰ |
| ------- | -- | -- | - | - | - | - | - | - | - | -- | -- | -- | -- | -- | -- | -- | -- | -- | -- | -- | -- | -- | -- | -- | -- | -- | -- | -- | -- | -- |
| زمین    | خ  | ب  |   |   |   |   |   |   |   |    |    |    |    |    |    |    |    |    |    |    |    |    |    |    |    |    |    |    |    |    |
| دست‌آورد | ش  | ش  |   |   |   |   |   |   |   |    |    |    |    |    |    |    |    |    |    |    |    |    |    |    |    |    |    |    |    |    |
| جایگاه  | ۱۵ | ۱۵ |   |   |   |   |   |   |   |    |    |    |    |    |    |    |    |    |    |    |    |    |    |    |    |    |    |    |    |    |

زمین: ب = بیرون از خانه، خ = داخل خانه. دست‌آورد: پ = پیروزی، ش = شکست، م = مساوی، ع = به تعویق افتاده.

#### جزئیات مسابقات
| ۱ شهریور ۱۳۹۸ ۱                      | پیکان تهران | ۰ – ۲ | شهرخودرو                                              | قدس                                       |
| ۱۹:۱۰ ساعت رسمی ایران (یوتی‌سی ۴:۳۰+) |             | گزارش | شاکری ۲۴' · ا. صادقی '۳۸ · ر. باقری ۳۸' · مرادمند '۵۲ | ورزشگاه: شهدای شهرقدس داور: حمیدرضا مهدوی |

| ۸ شهریور ۱۳۹۸ ۲                      | نساجی مازندران                                        | ۴ – ۳ | پیکان تهران                                   | قائم‌شهر                                             |
| ۲۰:۰۰ ساعت رسمی ایران (یوتی‌سی ۴:۳۰+) | علیاری ۳۶' · عاشوری ۴۴' · شجاعی ۴۸' · دهقانی ۵۱'، '۵۶ | گزارش | مغانلو ۴۰' (پنالتی)، ۸۳' (پنالتی) · واسعی ۷۲' | ورزشگاه: وطنی تماشاگران: ۴۴۳۴ داور: سید مهدی سیدعلی |